# Monument în memoria consătenilor căzuți în 1914-1918 (Scorțeni)
Monumentul în memoria consătenilor căzuți în 1914-1918 este un monument amplasat în Scorțeni, raionul Telenești, Republica Moldova. Este un monument istoric de importanță națională inclus în Registrul monumentelor Republicii Moldova ocrotite de stat cu nr. 1551 (raionul Telenești).